# Latibex
Latibex es un mercado bursátil para valores latinoamericanos radicado en Madrid (España) que opera desde diciembre de 1999. Está regulado por la Ley del Mercado de Valores española y forma parte del holding Bolsas y Mercados Españoles (BME).
Utiliza la misma plataforma de negociación (SIBE) y liquidación (Iberclear) de valores que la bolsa española. Los valores que lo integran cotizan en euros. 
Fue creado para, por un lado, permitir a los inversores europeos comprar y vender valores latinoamericanos a través de un único mercado, con unos estándares de seguridad y transparencia homogéneos y en una sola divisa; y, por el otro, dar acceso a las principales empresas latinoamericanas al mercado europeo de capitales. 
El horario de cotización de este mercado es de 11:30 a 17:30 (hora española).

## Principales características
Es un mercado autorizado por el Gobierno español que comparte la plataforma de negociación y liquidación del resto de los valores españoles, aunque está conectado a los mercados de origen a través de acuerdos de Iberclear con los depositarios centrales iberoamericanos o a través de una entidad de enlace. Cuenta como intermediarios con todos los miembros de la bolsa española y algunos de los mercados latinoamericanos.
Para garantizar una mínima liquidez cuenta con especialistas (market makers) que mantienen de modo constante cierto volumen de valores disponibles, precios de compra y venta con un spread (diferencia) máximo prefijado. La magnitud de la horquilla depende de si el mercado de origen está abierto o no, siendo menor cuando ambos están abiertos. Además, arbitran los precios de Latibex con los de los mercados de origen.
Las empresas cotizadas están obligadas a facilitar al mercado la misma información que suministran a los reguladores de sus mercados de origen.
Los miembros del Latibex son todas las entidades intermediarias en alguna de las cuatro bolsas españolas (Madrid, Barcelona, Bilbao, Valencia) más los de aquellas bolsas latinoamericanas que hayan suscrito acuerdos de supervisión de miembros comunes que lo soliciten y cumplan con la normativa aplicable al efecto.

## Índices y ETFs
Cuenta con tres índices elaborados con en colaboración con el FTSE:
- FTSE Latibex All Share, que recoge todas las empresas cotizadas en el Latibex.
- FTSE Latibex Top, que aglutina los valores más líquidos de la región cotizados en el Latibex.
- FTSE Latibex Brasil, que aglutina a los valores brasileños más líquidos que cotizan en el Latibex.

Existen dos ETFs (fondos de inversión cotizados) sobre los índices negociables del mercado Latibex emitidos por BBVA Gestión:
- Acción FTSE Latibex Top ETF, que replica el índice FTSE Latibex Top.
- Acción Latibex Brasil ETF, que replica el índice FTSE Latibex Brasil.

## Requisitos para la incorporación al Latibex
El proceso de incorporación al mercado Latibex ha sido diseñado para que su cumplimiento sea sencillo, rápido y competitivo económicamente. Los requisitos necesarios para cotizar en el Latibex son:
- El valor debe estar previamente admitido a negociación en una bolsa latinoamericana.
- La capitalización bursátil del emisor de los valores debe exceder los 300 millones de euros.
- La empresa debe comprometerse a enviar la información requerida por los reguladores de los mercados de origen en la misma forma y plazos.

## Valores cotizados en el Latibex
Las empresas que cotizan en el Latibex a 27 de septiembre de 2020 son las siguientes:
| Ticker | Empresa             | Sede      | Sector                              | ISIN         |
| ------ | ------------------- | --------- | ----------------------------------- | ------------ |
| XALFA  | Alfa                | México    | Cartera y holding                   | MXP000511016 |
| XAMXL  | América Móvil       | México    | Telecomunicaciones y otros          | MXP001691213 |
| XBBAR  | BBVA Argentina      | Argentina | Bancos y cajas de ahorro            | ARP125991090 |
| XBBDC  | Bradesco            | Brasil    | Bancos y cajas de ahorro            | BRBBDCACNPR8 |
| XBRSB  | Banco Santander Río | Argentina | Bancos y cajas de ahorro            | ARBRIO010194 |
| XBRPO  | Bradespar           | Brasil    | Cartera y holding                   | BRBRAPACNOR5 |
| XBRK   | Braskem             | Brasil    | Petróleo                            | BRBRKMACNPA4 |
| XELTB  | Eletrobrás          | Brasil    | Electricidad y gas                  | BRELETACNPB7 |
| XCMIG  | CEMIG               | Brasil    | Electricidad y gas                  | BRCMIGACNPR3 |
| XCOP   | COPEL               | Brasil    | Electricidad y gas                  | BRCPLEACNPB9 |
| XGEO   | Corporación GEO     | México    | Construcción                        | MXP3142C1177 |
| XGGB   | Gerdau              | Brasil    | Mineral, metales y transformación   | BRGGBRACNPR8 |
| XEKT   | Grupo Elektra       | México    | Otros bienes de consumo             | MX01EL000003 |
| XNOR   | Banorte             | México    | Bancos y cajas de ahorro            | MXP370711014 |
| XPBR   | Petrobras           | Brasil    | Petróleo                            | BRPETRACNOR9 |
| XTZA   | TV Azteca           | México    | Medios de comunicación y publicidad | MX01AZ060013 |
| XUSI   | USIMINAS            | Brasil    | Electricidad y gas                  | BRUSIMACNPA6 |
| XVALO  | Vale                | Brasil    | Mineral, metales y transformación   | BRVALEACNOR0 |
| XVOLB  | Volcán              | Perú      | Mineral, metales y transformación   | PEP648014202 |

La lista actualizada de empresas que forman parte del Latibex puede consultarse en la página oficial de Latibex. La diferencia entre el número de compañías y de valores que forman el mercado se debe a que algunas de las citadas empresas tienen más de una serie de acciones en el mercado.